# Chronologie des faits économiques et sociaux dans les années 1980
Chronologie de l'économie
Années 1970 - Années 1980 - Années 1990

## Événements
- 1979-1982 : récession du début des années 1980 dite « récession à double creux » (double dip)[1].
- 1980 : début de la guerre Iran-Irak. La fermeture du Chatt-el Arab entraîne l’impossibilité pour l’Irak d’exporter son pétrole. On craint un troisième choc pétrolier. Le prix du baril atteint un moment 42 dollars. Mais grâce à la hausse de la production hors de l’OPEP et à celle de l’Arabie saoudite, le prix du baril de brut retombe à 34 dollars en octobre 1981. Les pays consommateurs commencent à réduire leurs stocks.
- 1982-1986 : contre-choc pétrolier. La demande de pétrole s’essouffle. La crise économique engendrée par la hausse des taux d’intérêt nécessaire pour juguler l’inflation réduit le pouvoir d’achat des pays consommateurs. Les prix élevés du brut rendent rentable les projets d’exploitation jusqu’alors délaissés. Le désir d’échapper à la domination de l’OPEP favorise l’exploitation du charbon, l’essor du gaz naturel et la construction de centrales nucléaires. Les politiques d’économie d’énergie améliorent les rendements énergétiques (baisse de la consommation des automobiles). L’OPEP doit diminuer sa production. En 1983, obligé de suivre le marché, elle baisse le prix du brut pour la première fois (de 34 à 29 dollars le baril).
- 22 septembre 1985 : signature des accords du Plaza à New York entre les États-Unis, la France, le Royaume-Uni, l’Allemagne de l’Ouest et le Japon, pour une gestion concertée des taux de change afin de faire baisser le dollar[2].
- 1985 : reflux des prix du brut. L’Arabie saoudite, ulcérée de voir grignoter ses parts de marché par les autres membres de l’Organisation des pays exportateurs de pétrole qui ne respectent pas leurs quotas, change de politique : elle abandonne le soutien des prix et se préoccupe désormais des volumes de production, grâce à la signature de contrats qui garantissent aux raffineurs un montant donné par baril, la part du royaume wahhabite variant en fonction du prix. En quelques mois, le prix du West Texas Intermediate chute de 31,75 à 10 dollars le baril. Les États producteurs essuient de lourdes pertes financières. Les États-Unis s’inquiètent de ce que les cours trop bas découragent la prospection sur leur sol, et les contraint à dépendre davantage des importations, ce qui affaiblit leur sécurité face à l’Union soviétique, exportatrice. Un prix voisin de 18 dollars (au lieu des 29 dollars officiels) semble équitable. L'OPEP abandonne la stratégie des parts de marché et revient aux quotas. À la fin de 1986, les conséquences du deuxième choc pétrolier sont effacées ; les consommateurs récupèrent, par la baisse des prix nominaux et plus encore réel (baisse du cours du dollar), une partie de ce qu’ils avaient dû verser à l’OPEP lors des hausses précédentes. La croissance économique en est stimulée.
- 22 février 1987 : les pays du « G6 » (le G7, moins l’Italie) signent à Paris les accords du Louvre, destinés à enrayer la baisse du dollar US et à stabiliser les taux de change[2].
- 19 octobre 1987 : krach des marchés de taux d’intérêt et d’actions, dit parfois « lundi noir ». Le Dow Jones, indice de la Bourse de New York, chute de 508 points, soit 22,6 % en une journée[3]. Ruée sur le dollar, panique des actionnaires.

### Afrique
- Les plans d’ajustement structurel (PAS) imposés par le FMI se répandent dans tous les pays africains, provoquant des licenciements et des réductions de salaire, la hausse des prix, la réduction massive de l’offre scolaire, la détérioration des systèmes de santé et des conditions d’existence.
- Entre 1980 et 2005, les investissements directs étrangers en Afrique représentent 2 % du total mondial (30 % pour l’Asie)[4].
- 1982-1989 : le Nigeria subit une grave crise économique et financière due au ralentissement des exportations de pétrole (chômage, inflation…)[5].
- 1983 : les pays africains commercent très peu entre eux (3,4 % des exportations, 3 % des importations) et restent profondément dépendants des pays capitalistes occidentaux (83,3 % des exportations, 74,2 % des importations), en particulier l’Europe occidentale (60,9 % des exportations, 55,9 % des importations).
- 1984-1985 : famine en Éthiopie[6] et au Sahel[7].
- 1989-1992 : réduction significative du trafic d’arme officiel en direction de l’Afrique, dont la valeur totale passe de 13 121 millions de dollars (1985-1988) à 4 739 millions (1989-1992).
- En Égypte, les écarts sociaux se creusent : 5 % des ménages urbains détiennent 55 % du revenu national au début des années 1980.

### Asie
- 1981 :
  - la balance commerciale du Japon n’est plus déficitaire[8].
  - Le Premier ministre malaisien Mahathir Mohamad a proposé la politique « Regarder vers l'Est », ce qui implique d'apprendre de l'exemple du Japon[9].
- 1985 :
  - fondation à Dacca de la SAARC (South Asian Association for Regional Cooperation)[10].
  - la production de grain en Corée du Nord, croissante jusqu’en 1985, ce qui a permis d’assurer l’autosuffisance alimentaire du pays, plafonne, puis décline, d’abord à cause d’une crise structurelle interne.
- 1985-1990 : VIIe Plan en Inde[11]. Il insiste sur la nécessité de dégager des ressources nouvelles issues de l’élargissement de l’assiette fiscale, d’un développement du secteur privé et d’une réforme du secteur public[12].
- 1986, Vietnam : le secrétaire général du Parti communiste vietnamien Nguyen Van Linh lance le dôi mói, programme de réformes économiques visant à supprimer le système de planification centralisée et à encourager l’entreprise privée (ainsi que les investissements étrangers). Le dôi mói se concrétise réellement à partir de 1989 et le gouvernement y engage toutes ses forces. Le dôi mói (« rénovation ») s’attaque à la mauvaise gestion, aux excès de la centralisation, aux gaspillages, à la corruption ; les gérants des entreprises d’État se voient octroyer plus d’autonomie face aux chefs locaux du parti ; de petits ateliers et des commerces privés sont autorisés ; des zones franches accueillent les investissements étrangers.
- 1988 : Chine : retour de l’inflation (plus de 20 %) due à la libéralisation des prix, mesure préconisée par Deng Xiaoping en 1985[13]. Le pouvoir de Zhao Ziyang s’en trouve affaibli, même s’il était hostile à la réforme.
- 1988-1989 : augmentation des salaires des travailleurs sud-coréens de 14 % en 1988 et 17 % en 1989[14].
- L’industrie chinoise est encore dans les années 1980 aux mains d’entreprises d’État, au personnel pléthorique, soumise à une planification centrale. Le système de prix fixés par l’État entrave les décisions des gestionnaires, la limitation de la concurrence limite la productivité. Les usines sont petites, peu spécialisées et peu rentables, et se maintiennent grâce à la protection des autorités locales et aux subventions de l’État, qui veut éviter par la privatisation l’arrivée d’une masse de chômeurs dangereuse pour la stabilité du régime. À côté de ces mastodontes publics à l’abri de la faillite, le pouvoir encourage la création d’entreprises coopératives et privées qui peuvent faire appel à des capitaux étrangers. Des « zones économiques spéciales » sont ouvertes, surtout en Chine du Sud, à un capitalisme archaïque de style XIXe siècle. La Chine attire par ses bas salaires, sa stabilité sociale et politique, la qualité de sa main-d’œuvre. Elle produit des articles manufacturés bon marché qui s’exportent vers les États-Unis, l’Europe et le Japon. Cet essor lui permet de maintenir des taux de croissance de l’ordre de 10 % par an. Cette forte croissance économique accroît cependant les inégalités régionales, les disparités sociales, la corruption, la pollution, l’inflation…
- Le Liban traverse une période de désorganisation économique totale. Le pays est devenu un grand producteur de drogues dont les revenus financent les milices.

### Amérique
Les pays d’Amérique latine connaissent une crise de la dette liée à la hausse des taux d’intérêt pratiquée par l’administration Reagan aux États-Unis puis dans le monde entier et à la récession des années 1981-1982 qui a réduit considérablement la demande de matières premières de la part des pays industrialisés. Entre 1982 et 1988, les monnaies latino-américaines se déprécient de 23 % en moyenne.
- 12 août 1982 : le Mexique se déclare en état de cessation de paiements[17]. L’augmentation rapide de la dette extérieure et la baisse du prix du pétrole plongent le Mexique dans de graves problèmes financiers. La situation financière est critique. Le pays, endetté de plus de 80 milliards de dollars, se déclare incapable de rembourser ses créanciers. Il demande des prêts aux gouvernements étrangers, un moratoire pour le remboursement du capital aux banques commerciales et un rééchelonnement de sa dette. La méfiance s’étend rapidement au Brésil, à l’Argentine et aux autres pays latino-américains, tous fortement endettés, ainsi qu’au continent africain. Les banques, échaudés par les risques qu’elles avaient pris antérieurement, refusent d’accorder de nouveau crédits ou de renouveler les anciens. Dans la crise mexicaine, les gouvernements étrangers (États-Unis), le FMI et les grandes banques commerciales s’efforcent d’abord de maintenir ouvert les robinets du crédit et de faire pression sur les banques de taille inférieure pour qu’elle agissent de même. Une politique de « prêts concertés » contraint les banques à fournir de nouveaux crédits proportionnellement à leurs prêts antérieurs. La dette est rééchelonnée, passant du court terme au long terme. Le Mexique parvient à réduire ses dépenses publiques de 20 % entre 1982 et 1986[16]. Entre 1983 et 1995, près de 1 000 entreprises publiques sont mises aux enchères au Mexique (87 % des entreprises publiques), rapportant plus de 38 milliards de dollars à l’État, dont les banques Bancomer et Banamex vendues respectivement 2,5 et 2,3 milliards de dollars[18].
- 1982-1986 : le Venezuela réduit ses dépenses publiques de 20 % entre 1982 et 1986[16].
- 1983 : la dette extérieure de l’Uruguay a doublé depuis 1972[16].
- 1985-1989 : plan austral argentin[19] : gel général des prix et des salaires, fixité du taux de change. Pour lutter contre l’inflation, le peso cède la place à l’austral, avec une dévaluation de 40 %. L’inflation passe de 350 % au premier semestre à 20 % au second. Dès avril 1986, le gouvernement annonce que certains prix et salaires seraient ajustés et le plan perd sa crédibilité. La réduction de l’inflation est de courte durée, et en 1989 le pays est plongé de nouveau dans une situation désastreuse[16].
- 1985-1986 : programme de stabilisation économique en Bolivie[20]. Le déficit budgétaire est brutalement réduit, ce qui fait tomber l’inflation de 8 170 % en 1985 à 11 % en 1987, sans restaurer cependant une solide croissance.
- 1985 :
  - au Pérou, le président Alan García lance un programme économique consistant en une relance de la consommation par des augmentations de salaires, un gel des prix et une dévaluation de 12 %. Les remboursements des intérêts de la dette sont strictement limités. L’inflation est momentanément contrôlée et le Pérou connaît des taux de croissance de 9,5 % en 1986 et 6,9 % en 1987, avant que l’ampleur du déficit fiscal ne provoque une hausse de l’inflation[16].
  - les États-Unis lancent le plan Baker pour résoudre la crise de la dette[21] qui reprend les prescriptions habituelles du FMI concernant l’ajustement et ajoutant que les meilleurs élèves seraient récompensés par de nouveaux prêts des banques privées et par des financements de la Banque interaméricaine de développement (BID) et de la Banque mondiale. Le plan n’aborde pas la dimension politique du problème (responsabilité des États-Unis qui maintiennent des taux d’intérêt élevés). Ce plan n’aura que peu de retombées.
- 1986, Brésil : José Sarney annonce le Plan Cruzado pour redresser l’économie en éliminant l’inflation. Une nouvelle monnaie, le cruzado, est créée, qui remplace le cruzeiro. Les prix des loyers sont gelés, les salaires et les taux de change sont stabilisés et les mécanismes d’indexation sont supprimés. Mais son application fait naître de nouveaux problèmes : la relance de la consommation fait augmenter les importations, donc l’inflation. Elle diminue dans un premier temps avant de rebondir à des niveaux supérieurs d’avant la réforme (elle atteint 1 000  % en 1989). Le Président allonge les délais d’exécution de son plan, ce qui entraîne son échec[22],[23]. Le Brésil compte alors 136 millions d’habitants. Près de la moitié de la population a moins de 20 ans. Le sous-emploi s’accroît. Dans 35 % des foyers (11 millions), le revenu est inférieur à la moitié du salaire minimum vital.
- 1987 : la crise s’aggrave en Amérique latine ; la croissance ralentit (2,6 % contre 3,7 % en 1986, l’inflation repart (187 % contre 64,6 % en 1986) et la dette atteint 410 milliards de dollars[16].
- 20 février 1987 : le gouvernement brésilien, pris entre l’endettement à l’extérieur et la dette interne, suspends provisoirement le paiement de la dette extérieure[24]. Le 12 juin, il décide un nouveau gel des prix et des salaires (plan Bresser)[25]. Mais peu après, il accorde une augmentation de 47,5 % de leur solde aux militaires. Bresser Pereira (pt) démissionne et est remplacé aux finances par Maílson da Nóbrega (pt) (21 décembre 1987)[26].
- Décembre 1987 : le président Miguel de la Madrid lance un programme de stabilisation contre l’inflation au Mexique[27] ; réduction drastique des déficits publics, détermination d’objectifs en matière de prix et de salaires et fixation de cibles pour le taux de change—successivement un taux fixe vis-à-vis du dollar, puis du change rampant (janvier 1989) dans un « serpent » (décembre 1991).
- 1988 :
  - le taux d’inflation pour l’année atteint 930 % au Brésil[28].
  - l’inflation atteint le record mondial de 10 205 % au Nicaragua[29].
  - la Colombie est le second exportateur de fleurs et le premier fournisseur du marché nord-américain.
- 1989 :
  - Plano Verão (pt) (Plan d’été) au Brésil. Il gèle les prix, dissout cinq ministères pour faire des économies et crée une nouvelle monnaie, « le nouveau cruzado »[30].
  - plan Brady. Le secrétaire du Trésor américain, Nicholas Brady, propose un plan qui oblige les banques commerciales à faire des concessions importantes à leurs débiteurs, notamment une réduction de dette « volontaire » ; « les banques doivent faire des efforts pour parvenir à des réductions, tant de la dette que du service de la dette ». Quelques pays, comme le Costa Rica, peuvent bénéficier rapidement du plan Brady, mais pour la majorité des autres le problème de la dette reste toujours irrésolu[16].
  - au Mexique, le gouvernement Salinas accélère la privatisation des entreprises nationalisées et prend des mesures pour inciter les étrangers à investir en leur permettant de contrôler entièrement les entreprises.
- Juillet 1989 : 200 % d’inflation en Argentine[31]. Réforme fiscale. Création d’une taxe sur la valeur ajoutée.

#### États-Unis
- 1979-1982 : récession aux États-Unis. Le taux de chômage atteint 10,7 % au quatrième trimestre 1982[32].
- 1979-1989 : retour du mouvement fondamentaliste protestant américain avec la fondation de la Moral Majority par le pasteur baptiste Jerry Falwell en 1979, dissoute en 1989. Il milite contre l’avortement, la permissivité sexuelle, le communisme et pour la prière à l’école publique, pour l’enseignement du créationnisme sur un pied d’égalité avec l’évolutionnisme, pour le libéralisme économique[33].
- 1983 : reprise économique[34]. Le chômage diminue (15 millions d’emplois sont créés entre 1982 et 1988). L’indice Dow Jones des actions industrielles, après avoir stagné dans les années 1970, s’envole après 1983. Le déficit budgétaire est en hausse vertigineuse[34].
- 7 janvier 1980 : le Président Jimmy Carter signe le Chrysler Loan Guarantee bill adopté par le Congrès le 21 décembre 1981[35]. Le constructeur automobile Chrysler n’est sauvé de la faillite que par l’aide financière du gouvernement fédéral. Des centaines de milliers de travailleurs sont licenciés (1979–1980). Après un lent déclin, la production automobile américaine retrouve son dynamisme, par une adaptation aux méthodes modernes de fabrication et d’organisation et dans un climat plus ouvert à la concurrence dans toute la gamme des véhicules. La productivité du travail augmente. Elle doublera chez Chrysler entre 1980 et 1992. Les innovations se multiplient, la qualité s’améliore, les automobiles s’adaptent aux contraintes publiques en matière de pollution, de sécurité et de consommation de carburant.
- 1981-1989 : sous Reagan, les États-Unis renouent avec le libéralisme économique. Déréglementation des prix du pétrole. Hausse record des taux d’intérêt. Réforme fiscale. Le taux marginal le plus élevé de l’impôt fédéral sur le revenu des ménages, qui atteignait 91 % à l’époque de Kennedy, puis de 70 % entre 1964 et 1981, tombe à 50 % en 1981 puis 28 % en 1986[36].

### Europe occidentale
- 1982 : le chômage touche 16 % de la population active en Espagne[37]. 18,3 % des actifs travaillent dans le secteur primaire (8 % en France), 33,8 % dans le secteur secondaire, 48 % dans le tertiaire[38].
- 1982-1991 : retour au pouvoir des Sociaux-démocrates en Suède. Olof Palme, de 1982 à 1986, met en place une politique de dévaluation de la monnaie (16 % en 1982) pour redynamiser les exportations[39]. Pendant les années 1980, l’inflation diminue, les exportations augmentent, la production industrielle s’accroît et le taux de chômage se stabilise.
- 30 novembre 1983 : décret-loi de reconversion et réindustrialisation en Espagne, concrétisé dans la loi 27/1984 (Miguel Boyer, ministre de l’économie) ; rigueur et austérité (dévaluation, suppression d’emploi dans les chantiers navals, la sidérurgie, le textile, création de zones d’urgente réindustrialisation)[40].
- 1984 : le chômage touche 21,6 % de la population active en Espagne (2 640 000 chômeurs)[37]. L’inflation, jugulée par une politique de modération salariale, tombe sous la barre des 10 % en 1985, puis se stabilise à 5 % par an après 1987[41].
- 1985 : 16 % d’illettrés au Portugal parmi les personnes âgées de plus de 15 ans (21 % pour les femmes, 12 % pour les hommes).
- 1988-1989 : conjoncture économique favorable. En Espagne, l’inflation est stabilisée[41]. Croissance économique. En 1989, le chômage touche 17,3 % de la population active[37].
- 1989 : révision constitutionnelle permettant la privatisation des entreprises publiques dans la limite de 49 % au Portugal[42].
- En Italie, dans les années 1980, les régions gèrent 20 % du budget national.
- Avec l'adhésion de la Grèce (1981), puis de l'Espagne et du Portugal en 1986, la Communauté économique européenne s'élargit vers le Sud et passe à douze États membres[43].

#### France
Les années 1980 sont marquées par l'élection de François Mitterrand à la présidence de la République. Puis, par le lancement réussi du train à grande vitesse qui conditionne le développement des transports ferroviaires pour les décennies suivantes. Après une politique économique de relance marquée par de nombreuses nationalisations, le gouvernement socialiste entame en 1982 le tournant de la rigueur. Après cette période, il n'y a plus en France de politiques économiques visant à accroître de façon significative le poids de l'État dans le marché.
- 1980 :
  - le chômage touche 5,1 % de la population active en moyenne annuelle[44].
  - 90 % des ménages possèdent la télévision[45].
- 1980-1981 : augmentation du déficit budgétaire qui passe de 35,4 à 81,06 milliards de francs[46].
- 1980-1988 : la part du budget de la défense passe de 3,7 % à 3 % du PIB[47].
- 1980-1990 : le taux de prélèvements obligatoires passe de 41,7 % à 43,7 % du PIB[48].
- 3 juin 1981 : le gouvernement Mauroy met en place un plan de relance de l'économie par la consommation des ménages (embauche de 55 000 fonctionnaires, augmentation du SMIC de 10 %, hausse des prestations sociales) et procède à la nationalisation des principales banques et assurances (Paribas, Suez, Crédit du Nord...) et de cinq grands groupes industriels (CGE, Thomson, Brandt, Saint-Gobain, Rhône Poulenc, Péchiney). Les déficits commerciaux se creusent (le surplus de consommation des ménages favorisent les importations), le déficit public augmente et l'inflation atteint 13,4 % en 1981[49].
- 1981 :
  - 7,3 % de la population active est au chômage[50].
  - 2,9 millions de crimes et délits constatés en France[51]. Le taux de criminalité, estimé à 53,5 ‰, a été multiplié par 4 depuis le début des années 1960 alors que la population n'a augmenté que de 17 % entre 1965 et 1981.
- 1981-1985 : les dépenses publiques augmentent de 6,5 points de PIB pour atteindre 52,5 % de la richesse du pays, record historique[52].
- 1982 :
  - blocage des prix et des salaires[49]. Dévaluation[53].
  - 8,1 % de la population active est au chômage[50].
- Mars 1982-mars 1983 : l'inflation tombe à 9 %[54].
- 25 mars 1983 : après l’échec de la politique de relance lancée en 1981, qui a considérablement augmenté les déficits, le gouvernement met en place un plan de rigueur et engage une politique de « désinflation compétitive » en comprimant la demande de 2 % du PNB (désindexation des salaires sur les prix, restrictions budgétaire, allégements fiscaux pour les entreprises) : cette politique améliore le taux de marge des entreprises et permet de résorber le déficit de la balance commerciale, mais aggrave le chômage[49]. Les prélèvements obligatoires atteignent 43,8 % du PIB en 1982, 44,7 % en 1983 et 45 % en 1984, un record historique[55]. Nouvelle dévaluation[53]. Le nombre de chômeurs atteint les deux millions[56] (8,3 % de la population active est au chômage[50]).
- 1983-1984 : chute du pouvoir d'achat des ménages (-0,3 % en 1983, -0,4 % en 1984)[54].
- 1984 : les objectifs budgétaires fixés par le gouvernement ne sont pas atteints (129,8 milliards en 1983, 125,8 prévus pour 1984)[54].
- 1984-1986 : forte hausse du chômage (2 247 000 demandeurs d'emploi en mars 1984[54]) ; le taux de chômage se maintient aux alentours de 10 % de la population active malgré les nombreux programmes d'aide au retour à l'emploi[57]
- 1984-1994 : le taux de pauvreté se maintient à 7,5 % de la population[58].
- 1984-1986 : baisse de l'inflation, qui passe de 7,2 % à 2,7 %[59].
- 11 juillet 1984 : la législation sur les changes est assouplie. Par personne, 5 000 francs en devises sont autorisés, plus 1 000 francs par jour pour les voyages d'affaires. Les cartes de crédit sont à nouveau autorisées[60].
- 1985 : lois de libéralisation économique, amorçant le désengagement progressif de l’État ; levée du contrôle gouvernemental sur les prix industriels ; nouvel allégement du contrôle des changes[50] (1 500 francs en devises autorisés par personne et par mois pour les particuliers).
- 1985-1989 : reprise de la croissance, remontée de l'emploi et recul du chômage ; la croissance atteint 4,5 % en 1988 et 4,3 % en 1989, bénéficiant de la politique de rigueur initiée en 1983 et des mesures prises par le gouvernement Chirac en 1986-1987. Le taux d'inflation passe de 13 % en 1981 à 2-3 % à partir de 1986 à moins de 2 % en 1994 et 1995. Le franc est stabilisé après 1986. Le chômage, stabilisé en 1985, recule légèrement à partir de 1988[53].
- 11 juillet 1986 : loi de finance rectificative abaissant de 0,8 point la fiscalité, dite « Pons ». L'impôt sur les grandes fortunes est supprimé, les exonérations d'impôt sur le revenu sont augmentés (dont la tranche supérieure est diminuée à 58 %), le taux de TVA passe de 33,33 à 28 % et l'impôt sur les sociétés diminue de 50 à 42 %[61]. La « loi Pons » permet de défiscaliser l’investissement dans les départements d'Outre-mer[62].
- 1986-1987 : mesures économiques et sociales de libéralisation des entreprises prises par le gouvernement Chirac ; dénationalisations, libération des prix, libération du contrôle des changes, abaissement des taux d'intérêt, réduction de la taxe professionnelle, abaissement des taux de l'impôt sur les sociétés, gel des seuils fiscaux, suppression de l'autorisation administrative de licenciement, libéralisation du recours au contrat de travail temporaire et au contrat de travail à durée déterminée et instauration du contrat de travail intermittent[53].
- 1986-1988 : neuf grandes entreprises françaises sont privatisées.
- Mars 1987-Mars 1990 : le taux de chômage passe de 10,5 % de la population active à 8,9 %[53].

#### Royaume-Uni
- 1979-1983 et 1984-1987 : privatisations[63]. La moitié des entreprises publiques britanniques passent aux mains du privé de 1979 à 1990, dans le sillage de British Petroleum et du doublement de la production en mer du Nord. Elles rapportent 14 milliards de £ au Trésor[63] et en 1990, on compte neuf millions d’actionnaires, issus pour la plupart des classes moyennes.
- 1980-1982 : la mise en œuvre du programme économique thatchérien de dérégulation plonge d’abord le Royaume-Uni dans sa première récession depuis 1929[64].
- 13 novembre 1980 : réforme des collectivités locales (Local Government, Planning and Land Act 1980 (en))[65] ; la RSG (Rate Support Grant, subvention de l’État aux collectivités locales) est remplacée par une allocation fixe (block grant).
- 1982-1983 : les prélèvements obligatoires atteignent un plus haut à 47,5 % du PIB (44 % du PIB en 1978-1979). Ils baissent à 39,3 % en 1988-1989 pour remonter à 45 % en 1993-1994[66].
- Septembre 1983 : 3,3 millions de chômeurs, soit 14 % de la population active[67]. Le taux de chômage passe de 5 % en 1979 à 11 % en 1983, pour revenir à 5 % en 1985[68].
- 1983-1987 : reprise de la croissance[69].
- 1984 :
  - Margaret Thatcher obtient un rabais sur la contribution britannique au budget européen[70].
  - augmentation des dépenses militaires qui culminent avec 5,4 % du PIB[71].
- 1984-1985 : grève des mineurs[72].
- 27 octobre 1986 : Big Bang à la bourse de Londres[73]. La City, centre du marché des eurodollars, doit se réformer et céder à l’esprit du temps favorable au marché : les commissions fixes sont remplacées par des rémunérations variables ; la distinction établie entre jobbers (grossistes en actions) et brokers (courtier ou agent de change) est abolie ; les firmes étrangères peuvent prendre pied aisément à la bourse de Londres ; la place financière travaille désormais en continu.
- 1988 : le secteur tertiaire assure 66 % du revenu national et emploie 13,5 millions de personnes (68 % de la main-d’œuvre nationale). 2,6 millions d’émigrés. Hausse des taux d'intérêt. De nombreux propriétaires ayant acheté leur logement dans un contexte euphorique sont dans l’impossibilité d’honorer leurs traites et sont expulsés.
- 1989 : les dépenses publiques tombent à 39,3 % du PNB (44 % en 1979)[66]. Le budget est excédentaire (7 milliards de £) pour la troisième année consécutive. Début d’une sérieuse récession économique. L’inflation repart à la hausse et le déficit de la balance des paiements nécessite une politique de taux d’intérêt élevés qui entrave le retour à la croissance. Le Royaume-Uni n’assure plus que 5 % de la production industrielle mondiale (9,1 % en 1979). Les investissements étrangers au Royaume-Uni sont passés de 31 milliards de £ en 1980 à 164 milliards en 1989, alors que les investissements britannique à l’étranger atteignent 324 milliards à la même date.

### Europe orientale et URSS

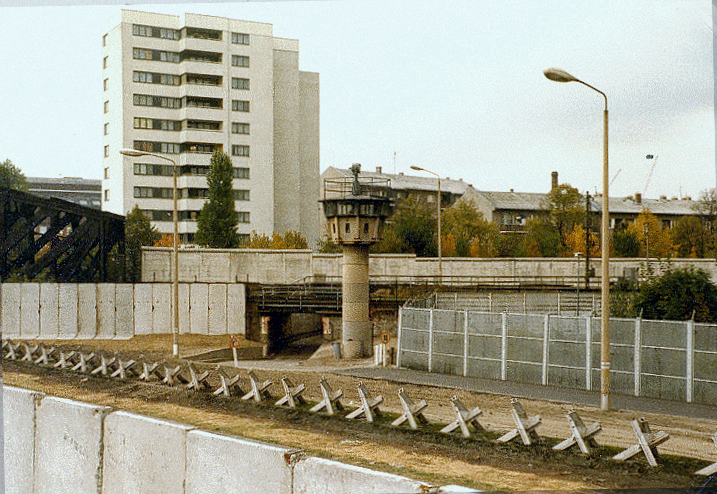
Le mur de Berlin à l'emplacement du passage du S-Bahn. Cette photo, prise en 1980, paraît dans le contexte des années 1980 curieusement anachronique, renvoyant à des évènements ayant fondé le mur deux décennies auparavant. Il faut attendre novembre 1989 pour que s'amorce le processus de la réunification allemande.

La mort de Léonid Brejnev (1982) marque la fin d'une époque. En 1985, le nouveau secrétaire général du PCUS, Mikhaïl Gorbatchev, constatant l'impasse économique dans laquelle s'est engagé le pays, lance, timidement d'abord, une politique de réforme, la perestroïka (le mot signifie en russe « reconstruction ») avec un programme de décentralisation des décisions économiques. Sur le plan économique la perestroïka est un échec, le modèle d'économie socialiste mis en place en URSS étant à bout de souffle. Mais sur le plan politique, elle donne un espace à la liberté d'expression et aux revendications nationales des peuples d'URSS qui sera fatal à un régime fossilisé, dont l'idéologie n'était depuis longtemps plus le moteur. En 1989, l'URSS abandonne ses satellites européens et entame son retrait d'Afghanistan, alors que des premiers troubles éclatent sur son territoire entre Arméniens et Azéris à propos du Haut-Karabagh.
La dégradation de l'économie est patente tout au long des années 1980 dans les États socialistes. En Pologne le syndicat Solidarność né des grèves des ouvriers des chantiers navals de Gdańsk alimente une contestation qui ira croissant tout au long de la décennie, forçant le général Jaruzelski à instaurer la loi martiale (1981) avant de négocier avec l'opposition après l'arrivée au pouvoir de Gorbatchev en Union soviétique. En Roumanie, le conducător Nicolae Ceaușescu parachève son régime de communisme national fermé au monde et appauvrit la population en focalisant sa politique économique sur le remboursement de la dette extérieure. Bien tenues en main par des régimes dirigés par des apparatchiks vieillissants, la RDA et la Tchécoslovaquie voient également leurs économies se dégrader. La perestroïka en cours à Moscou accélère ici les réformes (Hongrie) ou provoque là en retour une plus grande fermeture du pays (Roumanie), mais partout elle fragilise des régimes qui finiront par tomber les uns après les autres en 1989.
- 1981 : le budget de la défense mobilise de 25 à 35 % du PNB soviétique. Le pays se révélera incapable de soutenir un effort aussi prolongé. En dépit des sommes énormes consacrées à la force nucléaire, l’Union soviétique ne sera jamais en mesure de disposer d’une supériorité suffisante pour détruire par une première frappe l’arsenal américain, sans s’exposer à des représailles massives.
- 1985 : les forces stratégiques des États-Unis et de l’URSS ont une parité relative. La même année, le pacte de Varsovie aligne sur le front Nord-Centre européen, de la Norvège à l’Allemagne de l'Ouest, 113 divisions et 24 200 tanks, alors que l’OTAN n’en a respectivement que 54 et 8 800.
- 1987 : montée de la crise économique en Union soviétique. Réformes économiques : en juin 1987, Gorbatchev prône un « marché socialiste » et annonce un programme de réformes économique prévoyant d’instaurer une économie mixte ouverte sur extérieur d’ici 1992 (perestroïka). Par la loi du 30 juin 1987, le Comité central prévoit la réorganisation du secteur étatique. Les entreprises d’état deviennent autonomes. La loi sur la coopération du 26 mai 1988 et une décision du Conseil des ministres du 2 décembre 1988 accorde aux coopératives et aux entreprises le droit d’accéder au marché international[74],[75]. En 1988, 40 % des familles vivent avec moins de 100 roubles par mois — le seuil de pauvreté est alors fixé entre 50 et 90 roubles par mois selon les régions — Une famille soviétique moyenne consacre 59 % de ses revenus à l'achat de denrées alimentaires[76].
- 1988-1989 : les autorisations légales de départ de citoyens d’Allemagne de l’Est vers l’Allemagne de l’Ouest passent de 43 314 en 1988 à 388 396 en 1989[77].
- 1989 :
  - les démocraties populaires sont au bord de l’effondrement économique. Elles arrivent à une impasse où se cumulent les pénuries, l’inflation, le risque de chômage. En Pologne, la crise économique empire dès le second semestre ; la hausse des prix tourne à l’hyperinflation, les pénuries alimentaires continuent.
  - 164 automobiles pour 1000 habitants en Hongrie (56 en Union soviétique, 403 en France).
- Plans d’austérités en Yougoslavie. Ils ont peu d’effets sur l’économie qui chancelle sous le poids d’une dette extérieure supérieure à 21 milliards de dollars en 1980. Avec la croissance de l’inflation (80-90 % de hausse des prix en 1985-1986) et du chômage (un million de chômeurs pour 23 millions d’habitants), le niveau de vie ne cesse de décliner au cours des années 1980[78]. Les grèves se multiplient (1986-1988)[79]. Les difficultés économiques exaspèrent les animosités latentes entre groupes ethniques en Yougoslavie. Au sein de la Ligue communiste, les Croates et les Slovènes rejettent les propositions visant à une centralisation du parti et de l’État ; ils s’opposent au Serbes qui eux-mêmes sont confrontés au problème albanais du Kosovo. Dans ce contexte resurgissent ou s’exacerbent d’anciens d’antagonismes nationaux, qui aboutissent à l’arrivée au pouvoir des nationalistes en Serbie avec Slobodan Milošević et en Croatie avec Franjo Tuđman. Le décor de la guerre civile qui déchirera le pays dans les années 1990 est planté.
- L’inflation augmente au début des années 1980 en Hongrie, forçant János Kádár à exprimer publiquement sa préoccupation et à effectuer quelques changements à la tête de l’économie. En 1985, La dette extérieure de la Hongrie atteint 7 milliards de dollars. Elle triple en quelques années pour atteindre 20,390 milliards en 1990. De 1980 à 1990, le revenu réel des salariés chute de 10 %, celui des paysans de 20 %. Les emprunts servent à financer le déficit public et à ralentir la chute du pouvoir d’achat des ménages, mais ne sont pas utilisés aux investissements, qui baissent en dix ans de 18 %. À partir de 1987, le pouvoir d’achat et de la consommation baisse. En mai 1988, János Kádár est remplacé au poste de secrétaire général par le Premier ministre Károly Grósz qui établit un austère programme économique avec de nouveaux impôts, des suppressions de subventions et la création d’un petit secteur privé[80].

## Démographie
- 1980 :
  - la population du Japon compte 117 millions d’habitants.
  - 440 millions d’habitants en Afrique (12,1 % de la population mondiale). La natalité se maintient à un taux élevé (47 pour mille en moyenne en 1965 comme en 1980), la mortalité baisse (de 23 pour mille en moyenne en 1965 à 17 pour mille en 1980), l’espérance de vie à la naissance augmente (49 ans en moyenne en 1980, soit sept ans de plus qu’en 1965). 26 % de la population habite en ville.
  - 53,2 % de la population sud-africaine habite en ville.
  - 69 965 300 habitants au Mexique[81].
- 1981 : recensement au Canada ; le pays compte 24 343 181 habitants[82].
- 1985 : 1 150 000 habitants à Dakar.
- 1988 : recensement en Côte d’Ivoire qui compte 10,8 millions d’habitants. L’espérance de vie est passée de 33 ans en 1959 à 55 ans. Progression de l’alphabétisation : 8 % en 1960, 56 % en 1980, 61 % en 1988.
- 1989 : L’URSS compte 289 millions d’habitants.